# Масований обстріл України 17 червня 2025
17 червня 2025 року у межах російського вторгнення в Україну, російські військові завдали масованого ракетного удару по містах України із застосуванням крилатих і балістичних ракет (Кинджал, Калібр, Х-59/Х-69, Х-101 та Х-31П), а також ударних безпілотників. Унаслідок російської атаки постраждали Київ, Одеса, Запоріжжя, Чернігівщина, Житомирщина, Кіровоградщина, Миколаївщина та Київщина. Через нічну терористичну атаку понад 440 дронами і 32 ракетами у Києві загинуло 28 людей, ще 134 — отримали поранення. В Одесі загинуло 2 людини.

## Склад атаки
За даними Повітнряних сил ЗСУ, Росія застосувала 440 БПЛА «Шахед», 16 крилатих ракет (Х-101/Х-555), 2 аеробалістичні ракети «Кинжал», 4 крилаті ракети «Калібр» з акваторії Чорного моря, 9 керованих авіаційних ракет Х-59/69 з літаків тактичної авіації та 1 протирадіолокаційну ракету Х-31П.
Загалом росіяни застосували 472 засоби атаки, з яких українські сили знищили 428.
За твердженням Київського міського голови Віталія Кличка, Росія використала ракети з касетним спорядженням. Їхні елементи екстрені служби виявили в районі житлового масиву Нивки.

## Наслідки

### Київ
У Солом'янському районі ракета Х-101 повністю зруйнувала під'їзд 9-поверхового будинку. Також у цьому районі постраждав гуртожиток Київського авіаційного інституту, Київський спортивний ліцей та СТО. Відомо про 134 поранених і 28 загиблих.
Загалом пошкоджено 26 освітніх закладів: руйнувань зазнали спортивні та мистецькі ліцеї, дитячі садочки, школи, а також професійно-технічні заклади у Шевченківському, Дарницькому, Солом'янському, Дніпровському та Святошинському районах Києва.
Унаслідок нічної атаки 17 червня в Києві повністю зруйновані офіс і склад видавництва «Український пріоритет» — згоріли десятки тисяч книг.
Загалом у всіх районах міста постраждало близько 50 будинків, рятувальники працювали на 27 локаціях.
У Київській області росіяни пошкодили залізничну інфраструктуру. Укрзалізниця опублікувала фото уражених вантажних вагонів із зерном.
18 червня у Києві та всій Україні оголошено днем жалоби.

### Одеса
Влучання безпілотниками 17 червня в Одесі було спрямоване на історичний центр міста. 17 людей отримали поранення, 2 — загинуло.

### Запоріжжя
Унаслідок чотирьох ударів по Запоріжжю виникли пожежі на промислових об’єктах, було пошкоджено багатоповерхівку та гуртожиток, зруйновано майже 30 гаражів. Постраждалих немає.

## Реакція
- Україна:
  - Президент України Володимир Зеленський назвав атаку «тероризмом»: «І весь світ, США та Європа нарешті мають відреагувати так, як цивілізоване суспільство реагує на терористів. Путін це робить виключно тому, що може собі дозволити продовжувати війну. Він прагне продовження війни. Погано, коли сильні світу цього заплющують на це очі. Ми взаємодіємо з партнерами на всіх рівнях, щоб була належна відповідь. Біль повинні відчувати терористи, а не мирні громадяни», — заявив Зеленський.[16]
  - Київський міський голова Віталій Кличко оголосив 18 червня днем жалоби[17].
  - Глава МЗС України Андрій Сибіга: «Сотні безпілотників та ракет націлені на цивільне населення. Особливо жорстоких атак зазнав Київ. Путін робить це навмисно, якраз під час саміту G7. Він посилає сигнал повної неповаги Сполученим Штатам та іншим партнерам, які закликали припинити вбивства».[18]
- Міжнародна реакція:
  - ООН засудила атаку[19].
  - Речниця Державного департаменту США Теммі Брюс[en]: «Ми засуджуємо ці удари і висловлюємо найглибші співчуття жертвам і сім'ям всіх постраждалих. Нещодавно президент чітко висловився з приводу ударів по цивільних районах», також вона додала, що «Ми можемо підтвердити смерть громадянина США в Україні і готові надати всю можливу консульську допомогу. З поваги до родини в цей жахливий час ми не можемо надати жодної додаткової інформації з цього питання».[20]

## Галерея

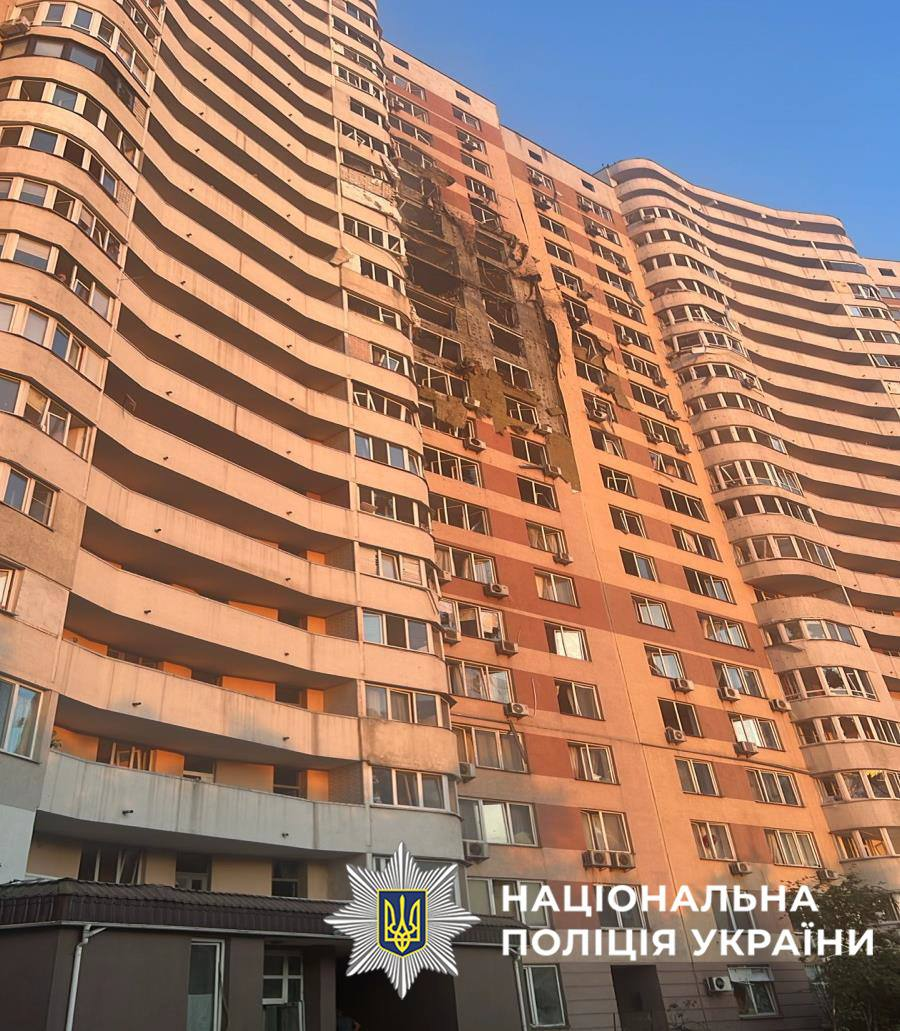
Наслідки атаки безпілотника в Дарницькому районі Києва
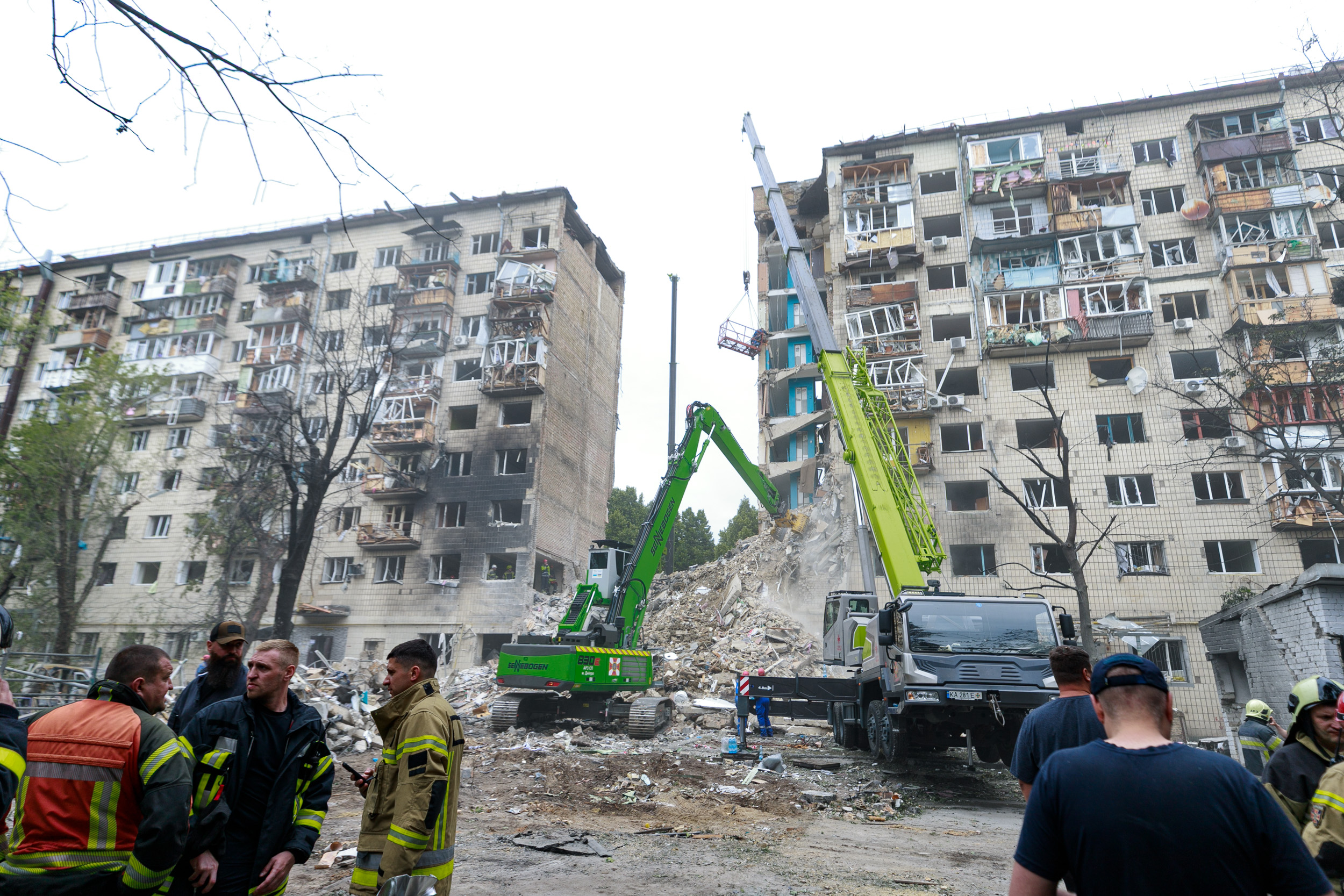
Розбір завалів багатоповерхівки в Солом'янському районі Києва
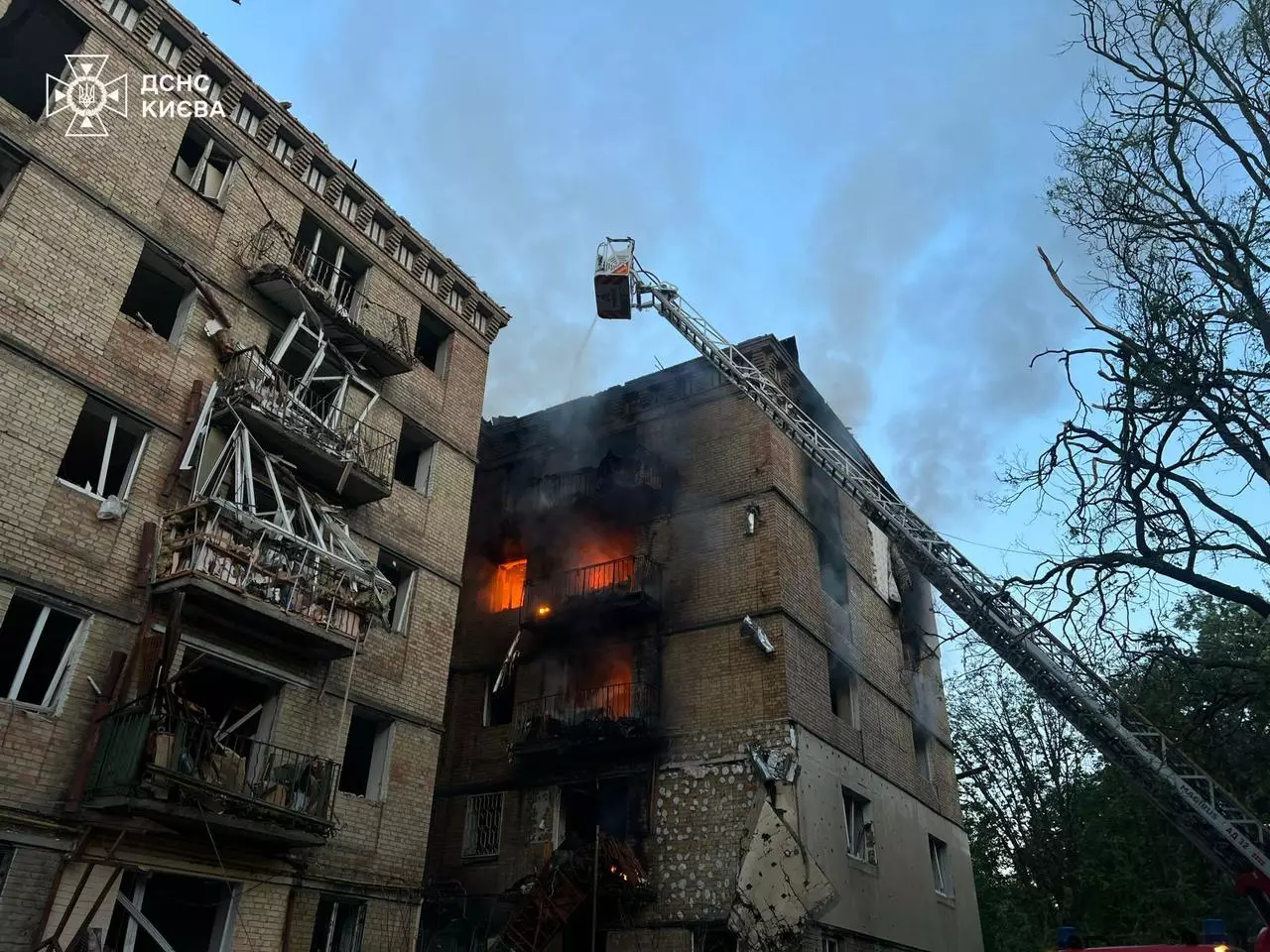
Руйнування в Шевченківському районі Києва
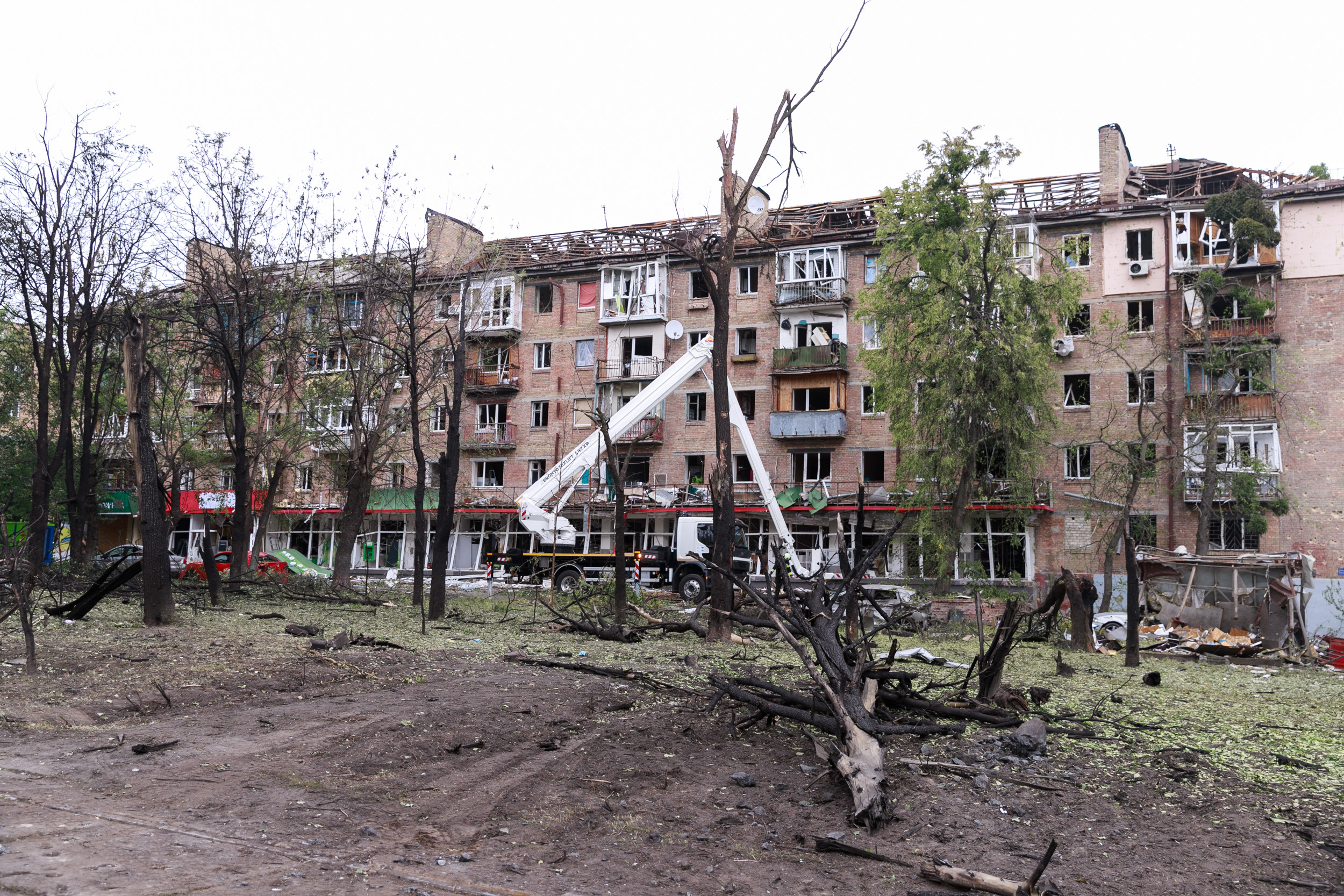
Руйнування в Дарницькому районі Києва
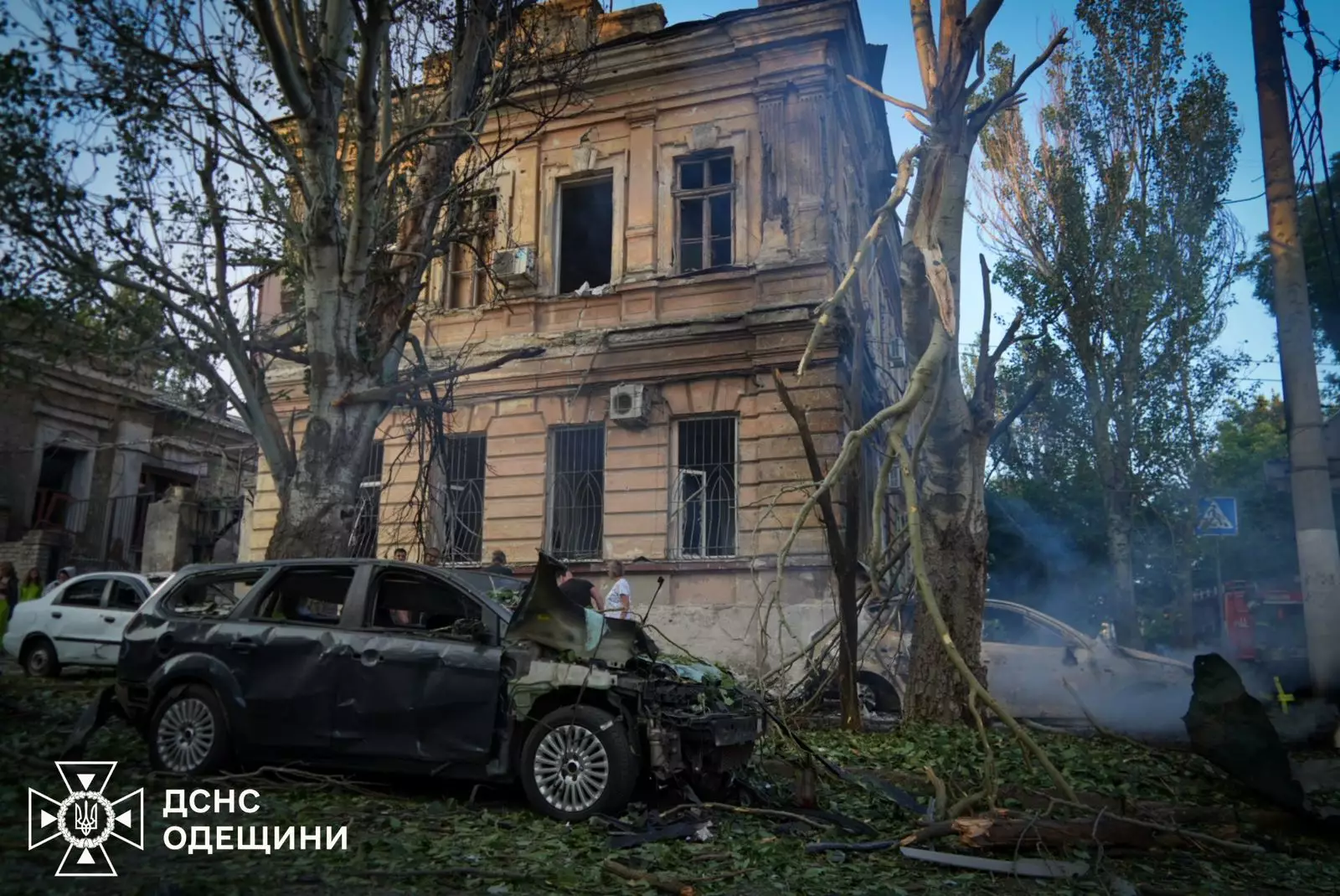
Наслідки атак на історичний центр Одеси